# Johannes Bell

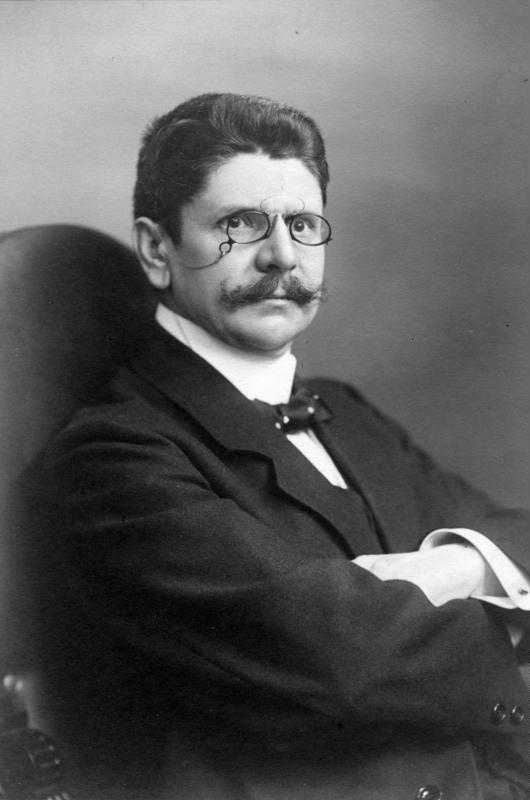
Johannes Bell (1908)

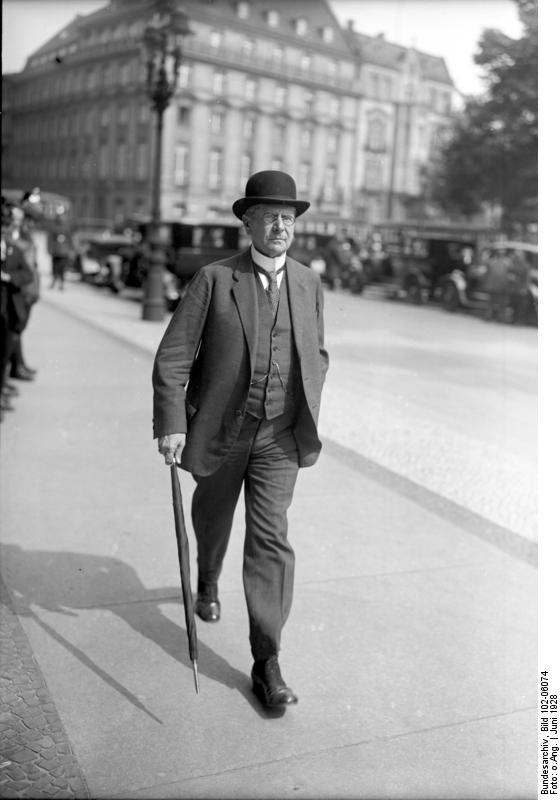
Johannes Bell auf dem Weg zum Reichstag, Juni 1928

Johannes (Hans) Bell (* 23. September 1868 in Essen; † 21. Oktober 1949 in Würgassen) war ein deutscher Politiker (Zentrum) und Jurist.

## Leben
Johannes (gelegentlich auch Hans) Bell war der Sohn des Obergeometers Josef Bell und der Josefine geb. Steuer. 1896 heiratete Johannes Bell Trude geb. Nünning.
Bell besuchte das Gymnasium in Essen, Dortmund und Minden. Er studierte von 1886 bis 1889 Rechts- und Staatswissenschaften in Tübingen, Leipzig und Bonn. Während seines Studiums wurde er Mitglied der katholischen  Studentenverbindungen AV Guestfalia Tübingen, KDStV Burgundia (Leipzig) und KDStV Bavaria Bonn im CV. 1889 wurde er Referendar in Werden, Essen und Hamm und im gleichen Jahr zum Dr. jur. utr. promoviert. 1893 war Bell kurzzeitig Gerichtsassessor, bis er sich im Januar 1894 als Rechtsanwalt, ab 1900 auch als Notar, am Landgericht Essen niederließ. Er war ein führendes Mitglied der Zentrumspartei. So war er Vorstandsmitglied der Reichstagsfraktion und Vorstandsmitglied der rheinischen Zentrumspartei.
Bell war von 1900 bis 1919 Stadtverordneter in Essen und wurde 1908 für den Wahlkreis Düsseldorf 13 (Stadtkreis Essen) in das Preußische Abgeordnetenhaus gewählt. Von 1919 bis 1921 war Bell Mitglied der Preußischen Landesversammlung. Er saß von 1912 bis 1933 im Reichstag und war von Mai 1920 bis Oktober 1926 dessen Vizepräsident. 1912 bis 1918 vertrat Bell im Reichstag den Wahlkreis Düsseldorf 7 (Moers-Rees), von 1924 bis 1933 den Wahlkreis 23 Düsseldorf. Dazwischen wurde er im Wahlkreis 26 Düsseldorf für die Legislaturperiode von 1920 bis 1924 gewählt. Von 1919 bis 1920 war er Mitglied der Deutschen Nationalversammlung in Weimar. Dorthin wählte ihn der bereits erwähnte Wahlkreis 23 Düsseldorf. Die Stichwahl 1912 gewann er gegen den Berliner Staatsanwalt Ernst Rosenfeld, den Kandidaten der Nationalliberalen.  
1914 organisierte er eine Kundgebung der Zentrumspartei im Städtischen Saalbau in Essen, die gegen die Bestrebungen der Berliner Richtung im Gewerkschafts- und Zentrumsstreit protestierte und für die er Wilhelm Marx und Theodor Wacker als Redner gewinnen konnte. Die Kundgebung in Essen nannte die Kölnische Volkszeitung einen „Eckstein der Geschichte des deutschen Zentrums“.
Als stellvertretender Vorsitzender des dritten Untersuchungsausschusses (Völkerrechtsverletzungen) des Reichstages war Bell Herausgeber des Berichts Völkerrecht im Weltkrieg (1914–1918) (5 Bände).
Nach der Machtübernahme der Nationalsozialisten blieb er noch bis November 1933 Mitglied des Reichstages.

## Minister
Bell amtierte ab 13. Februar 1919 als Reichskolonialminister und wurde am 21. Juni 1919 Reichsverkehrsminister. In seine Amtszeit bis 30. April 1920 fällt die Verstaatlichung der deutschen Eisenbahngesellschaften – das Ende einer Entwicklung, die bis 1918 im Wesentlichen von dem preußischen Minister Paul von Breitenbach vorangetrieben worden war. Von Mai 1926 bis Januar 1927 war er unter Reichskanzler Wilhelm Marx kurzzeitig Reichsjustizminister.
Johannes Bell unterzeichnete für das Deutsche Reich, zusammen mit Außenminister Hermann Müller (SPD), den Versailler Vertrag. Die Parteien der politischen Rechten setzten ihn daraufhin in den Folgejahren unter erheblichen Druck.

## Werke
- Wiederaufbau der deutschen Handelsflotte. 1917.
- Volkswirtschaftliche und mittelständische Fragen für die Kriegs- und Übergangszeit. 1918.
- Volksstaat und Staatsvolk. 1928.
- Strafrechtsreform. Aufsatzsammlung. 1930.
- Deutsche und österreichische Strafrechtsreform. 1936.